# Johann Jakob von Wittgenstein

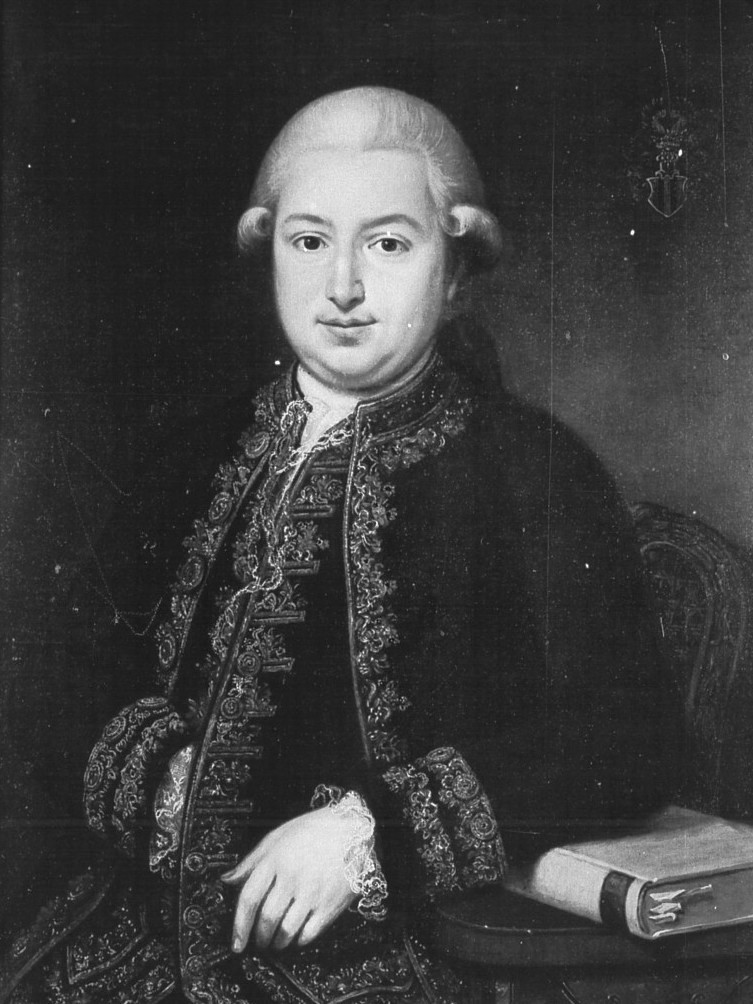
Johann Jakob von Wittgenstein, um 1780

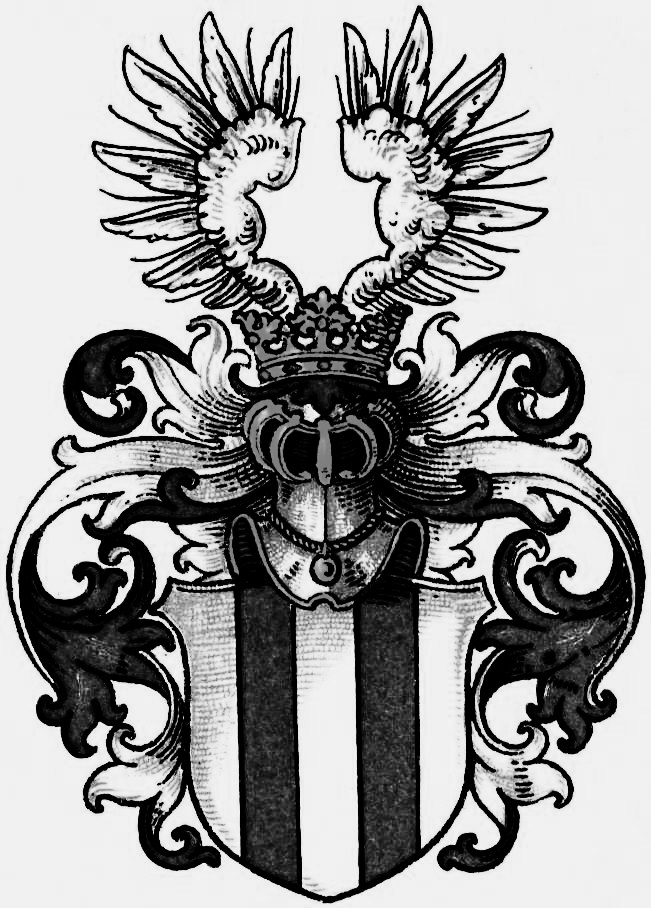
Wappen der kölschen von Wittgenstein

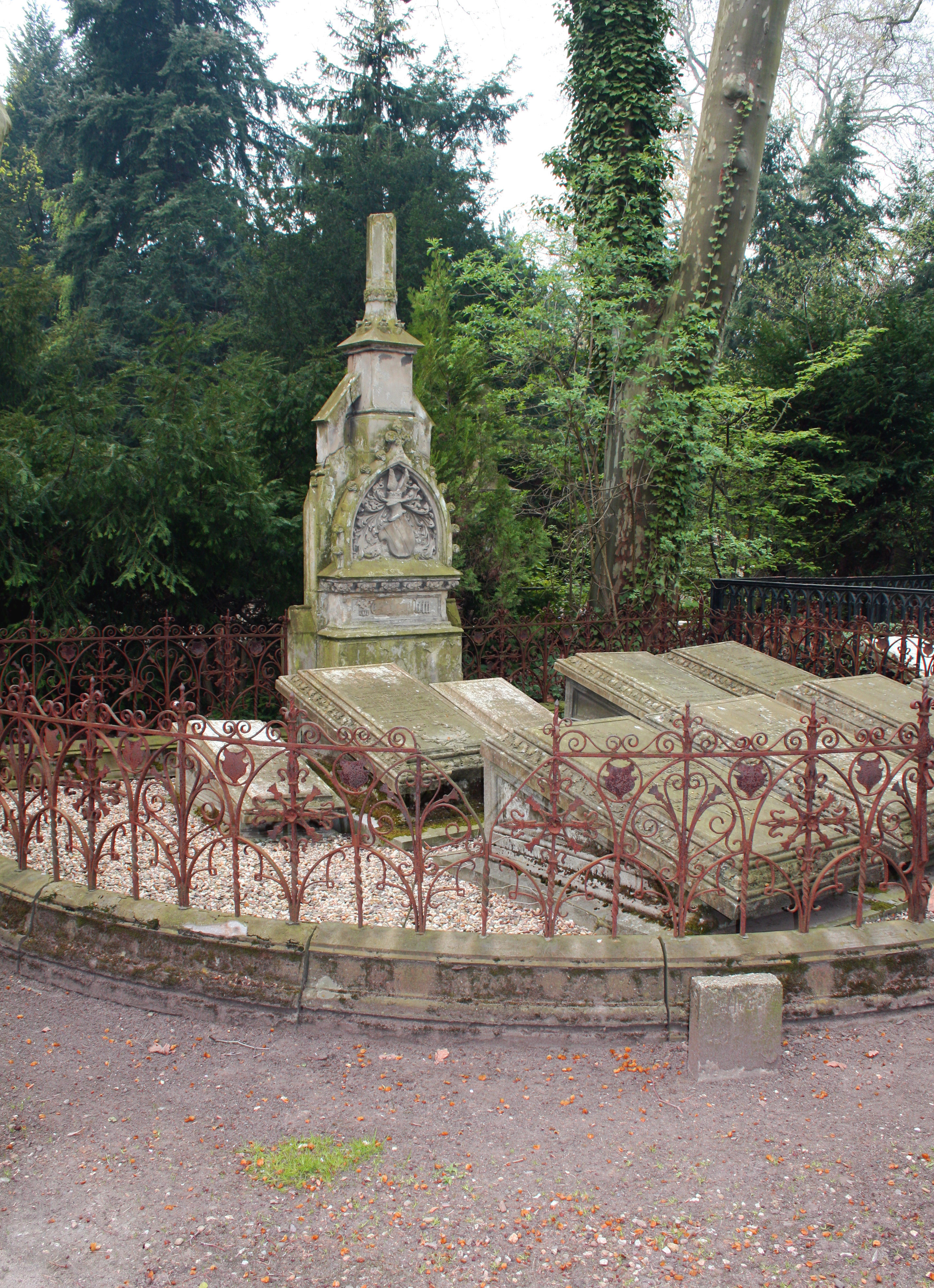
Familiengrab von Wittgenstein, Melaten-Friedhof

Johann Jakob Hermann Joseph von Wittgenstein (* 24. Februar 1754 in Köln; † 15. März 1823 ebenda) war ein deutscher Jurist, Kaufmann, Bankier und Politiker.

## Familie
Wittgenstein wurde im Jahr 1754 in Köln als Sohn der auf der Kölner Trankgasse 9 im „Wittgensteinschen Hof“ ansässigen Eheleute Melchior Dittmar von Wittgenstein und Maria Elisabeth geb. von Heck geboren. Wittgenstein junior besuchte das Kölner Laurentianer-Gymnasium An der Rechtschule in der Innenstadt und studierte danach Jura an der Universität zu Köln und der Georg-August-Universität Göttingen. Nach seinem Studium und nur kurzer Tätigkeit am Reichskammergericht zu Wetzlar wurde Wittgenstein im Jahr 1778 Syndikus der Stadt Köln. Nach dem Tod seines Vaters, der 1786/1887 in einer dritten Amtszeit als Bürgermeister der Stadt vorgestanden hatte, wurde Wittgenstein trotz seines jungen Alters 1790 vom Rat zum Bürgermeister gewählt. Von Wittgensteins Ehe mit Theresia, geborene Haes verwitwete Coels (1758–1835), entstammte Heinrich von Wittgenstein (1797–1869). Dieser heiratete später eine Tochter des Bankiers Schaaffhausen und setzte die Familientradition als Unternehmer und Politiker fort. Johann Jakob von Wittgensteins Stieftochter aus der ersten Ehe seiner Frau war Elisabeth „Lisette“ Coels, die mit dem Unternehmer und Politiker Peter Heinrich Merkens verheiratet war. Deren Eheschließung gegen den Willen der Brauteltern – Merkens war damals noch mittellos und protestantisch, die Braut katholisch – führte allerdings zu einer jahrelangen Entfremdung.

## Bürgermeister und Maire
Johann Jakob von Wittgenstein wurde nach seinen reichsstädtischen Amtszeiten unter napoleonischer Herrschaft 1803 zum Maire von Köln ernannt und hatte das Amt bis 1814 inne. In dieser Zeit war er vom 28. Mai 1796 bis zum 21. März 1797 Präsident der Munizipalverwaltung. Danach führte er mit Heinrich Josef von Groote vom 21. März 1797 bis zum 23. Juni 1797 die Verwaltung an. Ab dem 18. August 1803 amtierte er bis zum 15. Januar 1814 als Maire des eigenständigen Kantons Köln im Arrondissement de Cologne. In seine Amtszeit fiel insbesondere der Auftrag der französischen Verwaltung vom 9. August 1812, dass Ferdinand Franz Wallraf für die Kölner Straßen objektive, neue französische Straßennamen vorschlagen sollte. Ergebnis war das Itinéraire de Cologne, das einzige französische Straßenverzeichnis Deutschlands. Wittgenstein hatte neben seinem Amt als Maire zugleich den Vorsitz der Handelskammer und war Vorstand des Armen-, Kranken- und Schulwesens der Stadt.
Nach dem Ende der Franzosenzeit führte von Wittgenstein, nun unter preußischer Ägide, sein Amt bis zum 11. Mai 1815 als Bürgermeister der Stadt fort.
An die Familie erinnert der ehemalige bürgerliche Landsitz der Wittgensteins in Roisdorf, die „Villa Wittgenstein“, sowie im Stadtteil Lindenthal die Wittgensteinstraße.